# Fraort
Fraort (perz. Fravartiš, vladao od 675. do 653. pr. Kr.) je bio drugi kralj Medijskog Carstva. Pripadao je iranskoj dinastiji Medijaca, a na prijestolju je naslijedio svoga oca Dejoka.

## Politički život
Sve povijesne informacije o ovom drevnom vladaru dolaze od grčkog povjesničara Herodota. Prema njemu, Fraort je bio sin Dejoka i plemenski poglavar sela Kar Kaši, no tijekom života ujedinio je brojna medijska plemena te proširio svoj utjecaj i na ostale iranske narode (npr. Perzijance). Time je stvorio anti-asirsku koaliciju, no nakon 22 godine vladanja poginuo je u borbama za asirsku prijestolnicu Ninivu protiv Asurbanipala, vladara Novoasirskog Carstva. Političku slabost Medijskog Carstva nakon Fraortove pogibje i odsutnost medijske vojske u osvetničkom pohodu protiv Asiraca koje je predvodio Kijaksar (Fraortov sin) iskoristili su Skiti koji su predvođeni Madijem provalili u Medijsko Carstvo i prema Herodotu ovladali njime 28 godina. Skitsku dominaciju prekinuo je Kijaksar 625. pr. Kr.

## Kronologija
- 675. pr. Kr. - Fraort stupa na prijestolje Medijskog Carstva.
- 653. pr. Kr. - pogibja Fraorta u opsadi asirske prijestolnice Ninive.

## Poveznice
- Medijsko Carstvo
- Dejok
- Madije
- Kijaksar

| Prethodnik:                         | Kralj Medije (cca 675. - cca 653. pr. Kr.) | Nasljednik:                     |
| Dejok (cca 728. - cca 675. pr. Kr.) | Kralj Medije (cca 675. - cca 653. pr. Kr.) | Madije (cca 653.- 625. pr. Kr.) |

## Vanjske poveznice
- [neaktivna poveznica]
- Fraort (enciklopedija Britannica)
- Fraort (Phraortes), AncientLibrary.com
- Herodot - „Povijesti“, I. 102.